# Napad na bank przy ul. Jasnej w Warszawie
Napad na bank przy ul. Jasnej w Warszawie – wydarzenie z dnia 22 grudnia 1964 roku w Warszawie. Nieznani sprawcy napadli na placówkę Narodowego Banku Polskiego (NBP) przy ul. Jasnej w Domu Pod Orłami (zwanego też Bankiem pod Orłami). Jeden ze strażników został zabity, drugi był ciężko ranny. Oficjalnie sprawców nigdy nie wykryto.

## Przebieg
Około godz. 18:30 pod bank przy ul. Jasnej podjechał samochód marki Warszawa przewożący pieniądze – 1 336 500 złotych będące całodobowym utargiem Centralnego Domu Towarowego. Z samochodu wysiedli konwojenci: Stanisław Piętka, Zdzisław Skoczek oraz kasjerka Jadwiga Michałowska. Konwojent Skoczek zderzył się z napastnikiem idącym od ulicy Jasnej, który strzeliwszy mu w pierś, wyrwał mu worek z pieniędzmi, po czym strzelił kilka razy w karoserię samochodu i oddalił się w stronę ul. Hibnera (obecna nazwa: Zgoda). Chwilę później zaatakowany został drugi konwojent, Stanisław Piętka, który został zastrzelony przez drugiego napastnika. Pierwszy strzał został oddany z bramy, następnie napastnik podszedł do konwojenta i dobił go dwoma strzałami w głowę. Ranny Zdzisław Skoczek uciekł na drugie piętro budynku banku. Kasjerka w tym czasie schowała się za samochód. Napastnicy wsiedli do samochodu Warszawa i oddalili się z miejsca przestępstwa.

## Śledztwo
Pierwsze zawiadomienie o przestępstwie nastąpiło o 18:32, a pierwsze radiowozy pojawiły się na miejscu sześć minut później. W tym czasie zarządzono blokadę dróg wyjazdowych z Warszawy. Sprawę rozpatrywała warszawska milicja (kryptonim P-64). Sporządzono portrety pamięciowe sprawców, a także manekiny z papier-mâché, zdaniem świadków zdarzenia – bardzo dokładne. Rysopisy były podobne do sprawców poprzednich napadów, w których nie wykryto sprawców: w latach 1957 (napad na kasjerkę) i 1959 (zabójstwo milicjanta i napad na pocztę). Łuski zebrane na miejscu zdarzenia (kalibru 7.62 z dwóch pistoletów: PW wz. 33) również wskazywały na tych samych sprawców. W ciągu kilkunastu dni milicja sprawdziła 10 500 warszawiaków. Nad sprawą pracowali oficerowie dochodzeniowo-śledczy zebrani z całej Polski. Mimo ogromnego rozmachu śledztwa sprawców przestępstwa nigdy nie schwytano.
Na początku 2019 do prokuratury, po ponad 54 latach od zdarzenia, zgłosił się jego nieznany wcześniej świadek. Prokuratura odmówiła wszczęcia postępowania ze względu na przedawnienie się karalności przestępstwa.

## Hipotezy
Jeszcze w toku śledztwa powstała hipoteza, iż napad ma podłoże polityczne. Według innych nieoficjalnych informacji sprawcami mogli być funkcjonariusze Służby Bezpieczeństwa. W 1997 roku do redakcji Expressu Wieczornego przyszedł anonimowy list, nadany w Jaworznie. Jego autor, rzekomy były milicjant, informował redakcję, iż sprawcami byli wysoko postawieni funkcjonariusze MO i SB, którzy po dokonaniu napadu zatarli dowody zbrodni: pieniądze wymienili u cinkciarzy, a samochód przetopili w Hucie Warszawa. Sprawę zatuszowano, choć nieoficjalnie mówi się, że zostali oni schwytani i zabici, a sprawa nie została nigdy nagłośniona z powodu potrzeby zachowania autorytetu Milicji Obywatelskiej. Sprawa uległa przedawnieniu w 1994 roku.